# Vril
Vril este un cuvânt tibetan, însoțit și de un simbol grafic. Poate fi tradus ca forța vieții, forța vitală, sau energie vitală, (bioenergie), dar și ca vibrație. Forța vieții, care guvernează atât existența umană, cât și pe cea animală, este o reprezentare inferioară a energiei denumite Vril.
Noțiunea de „vril” a fost creată de Edward Bulwer-Lytton în romanul științifico-fantastic The Coming Race (Rasa care va veni)⁠(en)[traduceți] publicat în 1871 și a fost ulterior preluată și folosită într-un context ocultist, teozofic de către Louis Jacolliot⁠(en)[traduceți] și Elena Blavatschi.
Vechile civilizații considerau Vril drept cea mai înaltă formă de energie din Univers, toate celelalte tipuri de energie fiind doar manifestări secundare ale acestei forțe supreme. Energia Vril are în anumite locuri de pe planetă o concentrație mai puternică, numită „vortex de energie”. La nord de ecuator, direcția de rotație a vortexului se realizează în sensul opus acelor de ceasornic, iar la sud de ecuator, în sensul acelor de ceasornic.
Câteva dintre zonele cu importante vortexuri Vril sunt: Stonehenge (Marea Britanie), Teotihuacan, Chichen Itza, Palenque (Mexic), Tiahuanaco (Bolivia), Devil's Race Track în Death Valley, (California). Cel mai puternic vortex de energie Vril de pe planetă se presupune că ar fi sub Marea Piramidă de la Giza, Egipt. Piramida ar fi fost ridicată acolo tocmai datorită prezenței acestui vortex gigantic în zonă. Vechii egipteni urmăreau prin intermediul geometriei sacre a piramidei, să poată concentra mai rapid puternica energie Vril.

## Vril în tradiția spirituală
De-a lungul istoriei, Vril – forța vieții, a primit diverse denumiri:
- Oamenii din vechea Indie o numeau Prana (energie absolută)
- Vechii chinezi o numeau Chi, care conține două forțe polare: Yin și Yang.
- Japonezii o numesc Ki. Reiki utilizează această energie mai ales pentru vindecare. Este folosită de asemenea și în artele marțiale
- Polinezienii au numit misterioasa energie Mana
- Israeliții au numit această energie "lumina astrală".
- Indienii Sioux foloseau denumirea Vril pentru energia vieții, considerând că locurile în care aceasta se manifestă sunt locuri cu puteri miraculoase de vindecare.
- În vremurile mai moderne, a fost denumită energie psihică de magicieni, bioenergie de tămaduitori și vindecători, bioplasmă de către cercetătorii sovietici.

## Cercetări științifice
Oamenii de știință din toate timpurile au cercetat energia Vril și au încercat să formuleze legi naturale de bază, pentru a descrie această energie.
- În anul 1772 Franz Anton Mesmer, fizician german, a efectuat multiple cercetări și experimente cu energia Vril pe care a numit-o „fluid magnetic”, sau „magnetism animal”. Mesmer a fost primul care a inventat și un acumulator de energie și forță vitală.
- În secolul al XIX-lea, pentru prima oară baronul Carl von Reichenbach afirma că prin cercetări științifice a descoperit radiații subtile, distinct energizante, luminoase, diferit colorate care sunt percepute de anumite ființe umane capabile să le perceapă și să le vizualizeze ușor. Aceste radiații sunt diferit emise ca intensitate și culoare de ființele umane, animale, plante, magneți, metale, pietre prețioase și cristale. Von Reichenbach a numit această energie „Od”, sau „forța odică”.
- În anul 1897, Oscar Korschelt a inventat un „Aparat de Radiație Solară Eterică”, pe care l-a folosit mai ales în scopuri terapeutice, pentru vindecare.
- La începutul secolului XX, dr. Walter John Kilner a cercetat energia radiată de corpul uman prin filtre și ecrane colorate. El a numit această energie „aura”.
- La începutul anilor `20, dr. Albert Abrams, un medic din San Francisco, experimentând și folosind și alte metode netradiționale de vindecare, inventează „Oscilloclast”-ul și „Radioclast”-ul, aparate care puteau diagnostica și trata aproape orice boală.
- Dr. psihiatru Wilhelm Reich, elevul și apoi colegul lui Freud, a denumit această energie „Orgon” și a efectuat multiple experimente. În anul 1940, Reich a proiectat acumulatoare pentru orgon cu straturi alternante, care măresc capacitatea de acumulare a acestei energii. Unele din acestea au fost folosite de Reich pentru a vindeca pacienții care erau asezați în interiorul acumulatorului.
- Spre mijlocul secolului trecut, Ruth Drown și apoi George De La Warr, creând noi instrumente pentru detecția radiațiilor țesuturilor vii, au inventat radionica și dispozitivele radionice. Acestea sunt sisteme de detectare, diagnoză și vindecare de la distanță, în care atât pentru măsurători cât și pentru vindecări foloseau câmpul și fluxul energiei vitale.
- Dr. Karl Hans Welz inventează în 1991 primul echipament de energie și forță vitală care poate să genereze aceasta forță, „Generatorul de Energie Vitală”. Generatorul Vril ar putea produce un astfel de „scut”, capabil să inducă schimbări în microstructura organismului uman, pe care îl reglează la frecvența naturală a Pământului. Când este în contact cu corpul, generatorul formează un efect de rezonanță armonizat pulsației benefice a Pământului.

## Societatea Vril

Simbolul ocult al Soarelui Negru

În anul 1919, membrii unei grupări continuatoare a Ordinului Templierilor au înființat organizația Vril (germană: Vril Gesellschaft) cu sediul în localitatea Ramsau din Germania (lângă granița cu Austria). Din ea ar fi făcut parte reputați oameni de știință: Viktor Schanberger, Winfried Otto Schumann, Rudolf Schriever, Habermohl etc. Din societatea Vril au făcut parte și mai multe tinere femei printre care Maria Orsitsch și Traute Lafrenz, despre care se spune că erau foarte frumoase și că aveau părul lung, un semn care avea să devină distinctiv pentru membri societății Vril. Membrii societății Vril divinizau simbolul ocult al Soarelui Negru (germană: Schwartze Sonne).
Printre aceste femei erau și mediumi care puteau să contacteze diverse entități din diverse spații. Cei mai consacrați mediumi din societatea Vril erau Maria Orsic și Sigrun. Membrii societății Vril aveau să intre în contact cu cei din Societatea Thule (Thule Gesellschaft) care a fost punctul de origine al partidului nazist. Unii membrii ai organizației Thule devenind mai apoi importante personaje în partidul nazist, cum ar fi Dietrich Eckart, Heinrich Himmler, Hermann Göring, Rudolf Hess și care aveau în prealabil o pregătire esoterică.
Se pare că aceste societăți esoterice Thule și Vril se întâlneau în pădurile Germaniei în anii 1920 pentru a realiza contacte cu o civilizație extraterestră localizată în Aldebaran. Această civilizație extraterestră le-a furnizat informația că cei din Aldebaran au colonizat Pământul în urmă cu 500 de milioane de ani, în regiunea Sumer.

## Vril în literatură

### Rasa care va veni
Lord Edward Bulwer-Lytton în romanul științifico-fantastic The Coming Race (Rasa care va veni)⁠(en)[traduceți] publicat în 1871 descrie o civilizație care trăiește în interiorul planetei, mult avansată față de civilizația umană. Membrii acestei rase au descoperit puterea Vril pe care o folosesc prin intermediul psihicului.
Rasa superioară aflată în adâncurile pământului este descoperită accidental de către un inginer minier, care îl ia prizonier.
Aflat acolo, el explorează teritoriul bizar al unor făpturi de o statură herculeană, dar cu înfățișare angelică, care posedă și un dispozitiv de atașare a unor aripi, descendenți evoluați ai unei civilizații antediluviene. Refugiindu-se de pe suprafața terestră, ei și-au creat și dezvoltat treptat o supercivilizație în subteran, de dimensiuni continentale mai ales prin forța de energie fluidă Vril, capabilă să vindece, să altereze și să distrugă în egală măsură, unul dintre numele sub care sunt cunoscuți fiind Vril-ya.  
Energia Vril este controlată cu ajutorul unei baghete de dimensiuni variabile, cu propritățile laserului și ale energiei nucleare și funcționalitate adecvată vârstei și sexului utilizatorului. Astfel, mamele și soțiile au baghete cu proprietăți mai degrabă curative decât destructive.